# Protosmia stigmatica
Protosmia stigmatica är en biart som först beskrevs av Pérez 1895.  Protosmia stigmatica ingår i släktet Protosmia och familjen buksamlarbin. Inga underarter finns listade i Catalogue of Life.